# Scopula discriminaria
Scopula discriminaria är en fjärilsart som beskrevs av Walker 1861. Scopula discriminaria ingår i släktet Scopula och familjen mätare. Inga underarter finns listade.